# Dubbelzinnige cilinder-illusie
De dubbelzinnige cilinder-illusie is een vorm van gezichtsbedrog waarbij een model zowel uit de verticale zijvlakken van een cilinder als van een kubus lijkt te bestaan. Door het model voor een spiegel te plaatsen zie je beide tegelijk, waardoor het lijkt alsof het spiegelbeeld anders is dan het origineel, maar dat is gezichtsbedrog. Door het model te draaien verschijnt hetzelfde effect nog een keer, maar dan exact omgekeerd.
Het lichaam dat het gezichtsbedrog veroorzaakt, bestaat uit de verticale zijvlakken van een kubus, dus een vierkante koker, maar met afgeronde hoeken. De horizontale bovenrand is niet recht maar gegolfd. Dit zorgt er in een spiegel voor dat de vormen elkaar 'corrigeren', waardoor het lichaam een vierkante koker lijkt en het spiegelbeeld een cilinder of andersom, als de koker wordt gedraaid en de gegolfde bovenranden dus van plek veranderen.
De illusie is door de Japanner Sugihara Kukichi bedacht, docent aan de universiteit van Meiji in Tokio. Hij ontwikkelde de illusie voor de wedstrijd Illusion of the Year, waar hij met zijn creatie als tweede eindigde.